# Фінал Кубка Іспанії з футболу 2024
Фінал Кубка Іспанії з футболу 2024 (ісп. Final de la Copa del Rey de fútbol 2024) — фінальний матч 122-го розіграшу Кубка Іспанії. Гра відбулась 6 квітня 2024 року на «Олімпійському стадіоні» у Севільї. У матчі зустрілись «Атлетік» (Більбао) та «Мальорка». Для «Атлетіка» ця участь у фіналі Кубка Іспанії стала 40-ю, де до цього команда грала 2021 року, а востаннє перемагала 1984 року. Натомість для «Мальорки» — це був четвертий фінал і перший з 2003 року, коли команда здобула свій єдиний трофей. Це була перша зустріч між «Атлетіком» і «Мальоркою» у фіналах Кубка Іспанії.
Головним арбітром був Хосе Луїс Мунуера Монтеро. Гру наживо змогли побачити 57 619 глядачів. «Атлетік» (Більбао) переміг у серії післяматчевих пенальті з рахунком 4–2. У першому таймі «Мальорка» вийшла вперед завдяки голу Дані Родрігеса, а в другому таймі рахунок зрівняв Ойан Сансет. Основний час гри завершився з унічию 1–1, а в додатковий час голів забито не було. У серії пенальті сильнішими були гравці «Атлетіка», які реалізували усі свої 4 удари. Вінгер «Атлетіка» Ніко Вільямс був визнаний найкращим гравцем матчу.
Для «Атлетіка» цей титул став 24-м виграним Кубком Іспанії (більше перемог лише у «Барселони» — 31 трофей) і першим здобутим за 40 років (з сезону 1983–84). Як володар Кубка Іспанії «Атлетік» гарантував собі участь у матчі за Суперкубок Іспанії 2024 і щонайменше у груповому етапі Ліги Європи УЄФА 2024–25.

## Шлях до фіналу

### «Атлетік» (Більбао)
| Раунд                                 | Суперник              | Рахунок  |
| ------------------------------------- | --------------------- | -------- |
| 1                                     | Рубі (г)              | 2–1      |
| 2                                     | Кайон (г)             | 3–0      |
| 1/32                                  | Ейбар (г)             | 3–0      |
| 1/16                                  | Алавес (д)            | 2–0      |
| 1/4                                   | Барселона (д)         | 4–2 (дч) |
| 1/2                                   | Атлетіко (Мадрид) (г) | 1–0      |
| 1/2                                   | Атлетіко (Мадрид) (д) | 3–0      |
| Позначки: (д) = вдома; (г) = в гостях |                       |          |

«Атлетік» розпочав змагання з першого раунду проти клубу «Рубі» з регінальної ліги. Матч відбувся 1 листопада 2023 року на стадіоні «Кан-Розес», а перемогу здобув «Атлетік» з рахунком 2–1 завдяки дублю Аду Ареса. В другому раунді їхнім суперником став клуб Терсери «Кайон», а поєдинок відбувся 7 грудня на «Ель-Сардинеро» в Сантандері. «Атлетік» переміг з рахунком 3–0, а голи за команду забили Асьєр Вільялібре, який відзначився дублем, і Ніко Вільямс. В матчі 1/32 фіналу команда грала на виїзді з «Ейбаром» із Сегунди. Матч відбувся 7 січня 2024 року на «Іпуруа» і закінчився перемогою «Атлетіка» (3–0) завдяки дублю Вільялібре і голу Ікера Муньяїна. В матчі 1/16 фіналу суперником «Атлетіка» став клуб Ла-Ліги «Алавес», а поєдинок відбувся 16 січня 2024 року на «Сан-Мамес». «Атлетік» переміг з рахунком 2–0, а за команду дублем відзначився Вільялібре.
У чвертьфіналі «Атлетік» в домашній грі зустрівся з представником Ла-Ліги й чемпіоном Іспанії «Барселоною», яка відбулась 24 січня на «Сан-Мамес». На гол Горки Гурусети на 1-й хвилині гри відповів Роберт Левандовський, а згодом Ламін Ямаль вивів гостей уперед. На початку другого тайму Ойан Сансет зрівняв рахунок і перевів гру в додатковий час, де «Атлетік» завдяки голам братів Іньякі і Ніко Вільямсів здобув перемогу 4–2. У півфінальній серії з двох матчів «Атлетік» грав з клубом Ла-Ліги «Атлетіко» (Мадрид), а перший поєдинок дербі відбувся 7 лютого на «Метрополітано». У першому таймі Алекс Беренгер реалізував пенальті й приніс виїзну перемогу «Атлетіку» з рахунком 1–0. Матч-відповідь відбувся 29 лютого на «Сан-Мамес» і завершився перемогою команди-господарів (3–0). Іньякі Вільямс відкрив рахунок у грі, його брат Ніко подвоїв його наприкінці першого тайму, а останній гол у матчі забив Гурусета. У підсумку «Атлетік» пройшов «Атлетіко» за сумую двох матчів 4–0, пробившись до фіналу Кубка Іспанії вперше з 2021 року.
Примітки
1. ↑  «Кайон» не зміг прийняти матч на своєму основному стадіоні «Фернандо Астобіса» в Кайоні, оскільки той не відповідав вимогам телетрансляції.[8]

### «Мальорка»
| Раунд                                 | Суперник           | Рахунок        |
| ------------------------------------- | ------------------ | -------------- |
| 1                                     | Бойро (г)          | 4–0            |
| 2                                     | Вальє де Егуес (г) | 3–0            |
| 1/32                                  | Бургос (г)         | 3–0            |
| 1/16                                  | Тенерифе (г)       | 1–0 (дч.)      |
| 1/4                                   | Жирона (д)         | 3–2            |
| 1/2                                   | Реал Сосьєдад (г)  | 0–0            |
| 1/2                                   | Реал Сосьєдад (д)  | 1–1 (пен. 5–4) |
| Позначки: (д) = вдома; (г) = в гостях |                    |                |

«Мальорка» розпочала змагання з першого раунду, де її суперником став «Бойро» з регіональної ліги. 1 листопада 2023 року у виїзному поєдинку на «Барраньї» гості перемогли з рахунком 4–0 завдяки голам Кайла Ларіна і Абдона Пратса, який оформив хет-трик. У другому раунді команда теж в гостях грала проти клубу «Вальє де Егуес» із Сегунди, а гра відбулася 6 грудня в Арангурені. Матч закінчився перемогою «Мальорки» з рахунком 3–0, а голи забили Дані Родрігес і Хав'єр Льябрес, який відзначився дублем. У матчі 1/32 фіналу команда зустрічалась на виїзді з «Бургосом» із Сегунди, а гра відбулась 7 січня 2024 року на «Ель-Плантіо». «Мальорка» здобула перемогу з рахунком 3–0: голами відзначилися Джованні Гонсалес, Ларін і Пратс. В матчі 1/16 фіналу суперником «Мальорки» став клуб Сегунди «Тенерифе», а гостьовий поєдинок відбувся 16 січня на стадіоні «Еліодоре Родрігес Лопес». В основний час матчу голів забито не було, а в додатковий час «Мальорка» перемогла з рахунком 1–0 завдяки єдиному м'ячу Ларіна, який відзначився наприкінці другого екстратайму.
У чвертьфінальному матчі «Мальорка» вдома приймала клуб Ла-Ліги «Жирону», а поєдинок відбувся 24 січня на полі «Сон-Мойч». В першому таймі господарі забили тричі: Ларін відкрив рахунок, а Пратс зробив дубль. У другому таймі Крістіан Стуані і Савіо забили за «Жирону», але матч завершився перемогою «Мальорки» (3–2). У півфінальній серії з двох матчів «Мальорка» грала із клубом Ла-Ліги «Реал Сосьєдадом», перший поєдинок якої відбувся 6 лютого на «Сон-Мойч» і завершився унічию 0–0. У другому матчі півфіналу, що відбувся 27 лютого на «Аноеті», була зафіксована нічия 1–1. На 45-й хвилині гри Браїс Мендес не забив пенальті, який відбив воротар «Мальорки» Домінік Грейф. У другому таймі Гонсалес відкрив рахунок у поєдинку, а Мікель Оярсабаль його зрівняв і перевів гру в серію післяматчевих пенальті. Гравці «Мальорки» краще виконали одинадцятиметрові, а влучними ударами відзначились Ведат Мурічі, Мануель Морланес, Омар Маскарель, Неманья Радоньїч і Серхі Дардер. Натомість Беньят Турр'єнтес, Хон Оласагасті, Мартін Субіменді і Шералдо Беккер реалізували свої удари за «Сосьєдад», а вирішальний удар Оярсабаля відбив Грейф (5–4). Зрештою «Мальорка» вийшла у фінал Кубка Іспанії вперше з 2003 року.
Примітки
1. ↑  «Вальє де Егуес» не зміг прийняти матч на своєму основному стадіоні «Фернандо Астобіса» в Егуесі, оскільки той не відповідав вимогам телетрансляції[25].

## Перед матчем
14 березня 2024 року «Атлетік» представив комеморативну футболку, спеціально випущену до фіналу Кубка Іспанії 2024 проти «Мальорки». Дизайн футболок «натхненний» домашньою формою чемпіонської команди зразка 1984 року, коли «Атлетік» виграв Ла-Лігу, Кубок і Суперкубок під керівництвом Хав'єра Клементе. Натомість «Мальорка» вирішила не випускати спеціальної форми для фіналу, обравши для нього свій третій комплект із поточного сезону: бірюзові футболки з вставками на плечах синього кольору, бірюзові труси й бірюзові гетри.
2 квітня 2024 року арбітром матчу був призначений Хосе Луїс Мунуера Монтеро, а його помічниками — Іньїго Прієто Лопеса де Сараїна і Дієго Барберо Севілью. Четвертим арбітром став Алехандро Муньїс Руїс, резервним помічником Антоніо Рамон Мартінес Морено, відеоасистентом арбітра (VAR) призначено Едуардо Прієто Іглесіаса, а помічниками відеоасистента — Сантьяго Хайме Латре і Мігеля Анхеля Ортіс Аріаса. Як і минулого сезону, у фіналі також буде використана напівавтоматична система визначення офсайдів (SAOT).

## Матч

### Деталі
| 6 квітня 2024 22:00 CEST |

| Атлетік (Більбао)                        | 1–1 (дч.) | Мальорка                                |
| ---------------------------------------- | --------- | --------------------------------------- |
| Сансет 50'                               | Протокол  | Родрігес 21'                            |
|                                          | Пенальті  |                                         |
| - Р. Гарсія - Муньяїн - Весга - Беренгер | 4–2       | - Мурічі - Морланес - Радоньїч - Санчес |

| «Олімпійський», Севілья Глядачів: 57 619 Арбітр: Хосе Луїс Мунуера Монтеро |

| Атлетік | Мальорка |

| В                 | 13 | Хулен Ахірресабала         |     |        |
| ЗХ                | 18 | Оскар де Маркос (к)        |     |        |
| ЗХ                | 3  | Даніель Вівіан             |     |        |
| ЗХ                | 4  | Айтор Паредес              | 27' |        |
| ЗХ                | 17 | Юрі Берчіче                |     | 105+1' |
| ПЗ                | 16 | Іньїго Руїс де Галаррета   |     | 80'    |
| ПЗ                | 24 | Беньят Прадос              |     | 46'    |
| ПЗ                | 9  | Іньякі Вільямс             |     | 91'    |
| ПЗ                | 8  | Ойан Сансет                |     | 91'    |
| ПЗ                | 11 | Ніко Вільямс               |     |        |
| НП                | 12 | Горка Гурусета             |     | 91'    |
| Запасні:          |    |                            |     |        |
| В                 | 1  | Унаї Сімон                 |     |        |
| ЗХ                | 15 | Іньїго Лекуе               |     | 105+1' |
| ЗХ                | 19 | Іманоль Гарсія де Альбеніс |     |        |
| ПЗ                | 6  | Мікель Весга               |     | 46'    |
| ПЗ                | 14 | Дані Гарсія                |     |        |
| ПЗ                | 21 | Андер Еррера               |     |        |
| ПЗ                | 22 | Рауль Гарсія               |     | 91'    |
| ПЗ                | 30 | Унаї Гомес                 |     | 80'    |
| НП                | 7  | Алекс Беренгер             |     | 91'    |
| НП                | 10 | Ікер Муньяїн               |     | 91'    |
| НП                | 20 | Асьєр Вільялібре           |     |        |
| Головний тренер:  |    |                            |     |        |
| Ернесто Вальверде |    |                            |     |        |

| В                | 13 | Домінік Грейф       |       |        |
| ЗХ               | 20 | Джованні Гонсалес   | 126'  |        |
| ЗХ               | 24 | Мартін Вальєнт      |       | 91'    |
| ЗХ               | 21 | Антоніо Раїльйо (к) |       |        |
| ЗХ               | 6  | Хосе Мануель Копете |       | 105+3' |
| ЗХ               | 3  | Тоні Лато           |       | 110'   |
| ПЗ               | 10 | Серхі Дардер        |       | 62'    |
| ПЗ               | 12 | Саму Кошта          |       |        |
| ПЗ               | 14 | Дані Родрігес       |       | 73'    |
| НП               | 19 | Кайл Ларін          |       | 62'    |
| НП               | 7  | Ведат Мурічі        | 90+1' |        |
| Запасні:         |    |                     |       |        |
| В                | 1  | Предраг Райкович    |       |        |
| В                | 25 | Іван Куельяр        |       |        |
| ЗХ               | 2  | Матія Настасич      |       | 105+3' |
| ЗХ               | 4  | Зібе ван дер Гейден |       | 110'   |
| ЗХ               | 11 | Хауме Коста         |       |        |
| ЗХ               | 15 | Пабло Маффео        |       | 91'    |
| ПЗ               | 5  | Омар Маскарель      |       |        |
| ПЗ               | 8  | Мануель Морланес    |       | 62'    |
| ПЗ               | 18 | Антоніо Санчес      |       | 62'    |
| ПЗ               | 23 | Неманья Радоньїч    | 119'  | 73'    |
| НП               | 9  | Абдон Пратс         |       |        |
| Головний тренер: |    |                     |       |        |
| Хав'єр Агірре    |    |                     |       |        |

| Гравець матчу: Ніко Вільямс (Атлетік) Асистенти головного арбітра: Іньїго Прієто Лопес де Сараїн Дієго Барберо Севілья Четвертий арбітр: Алехандро Муньїс Руїс Резервний асистент арбітра: Антоніо Рамон Мартінес Морено Відеоасистент арбітра: Едуардр Прієто Іглесіас Асистенти відеоасистента арбітра:: Сантьяго Хайме Латре Мігель Анхель Ортіс Аріас | Регламент матчу - 90 хвилин основного часу. - 30 хвилин овертайму у разі потреби. - Післяматчеві пенальті у разі потреби. - Дев'ять запасних з кожної сторони. - Максимум п'ять замін, шоста допускається тільки у додатковий час. |

### Статистика матчу
| Статистика       | Атлетік (Більбао) | Мальорка |
| ---------------- | ----------------- | -------- |
| Голів            | 1                 | 1        |
| Всього ударів    | 30                | 13       |
| Ударів в площину | 7                 | 5        |
| Сейвів           | 6                 | 6        |
| Володіння м'ячем | 69%               | 31%      |
| Кутових          | 8                 | 4        |
| Порушень         | 15                | 25       |
| Офсайдів         | 2                 | 1        |
| Жовтих карток    | 1                 | 2        |
| Червоних карток  | 0                 | 0        |